# Corbi, Brașov
Corbi este un sat în comuna Ucea din județul Brașov, Transilvania, România.

## Istorie
În anul 1733, când episcopul greco-catolic Inocențiu Micu-Klein a organizat o conscripțiune în Ardeal, în localitatea Corbi erau recenzate 24 de familii. Cu alte cuvinte, în localitatea Corbi a anului 1733, trăiau circa 120 de persoane.
Din registrul aceluiași recensământ, aflăm și numele celor doi preoți care funcționau în localitatea Corbi. Ambii preoți se numeau Iuon: unul era greco-catolic, iar altul ortodox. Nu le știm numele de familie. În sat exista o biserică. Parohia greco-catolică din Corbi făcea parte din protopopiatul de la Ludișor. Denumirea localității era redată în ortografie maghiară: Korbi, întrucât rezultatele conscripțiunii erau destinate unei comisii formate din neromâni, și în majoritate din unguri.

## Economie
Populația activă se ocupă cu agricultura și cu creșterea animalelor. O parte din localnici lucrează în întreprinderile și instituțiile din Victoria și din alte localități apropiate. În sat există o fabrică de pâine, ale cărei produse sunt vândute în localitate, în satele apropiate, precum și în Victoria și în Făgăraș. La Corbi, funcționează, de asemenea, o fabrică de bere.
Din anul 2005, în sat există și o fermă de struți. 

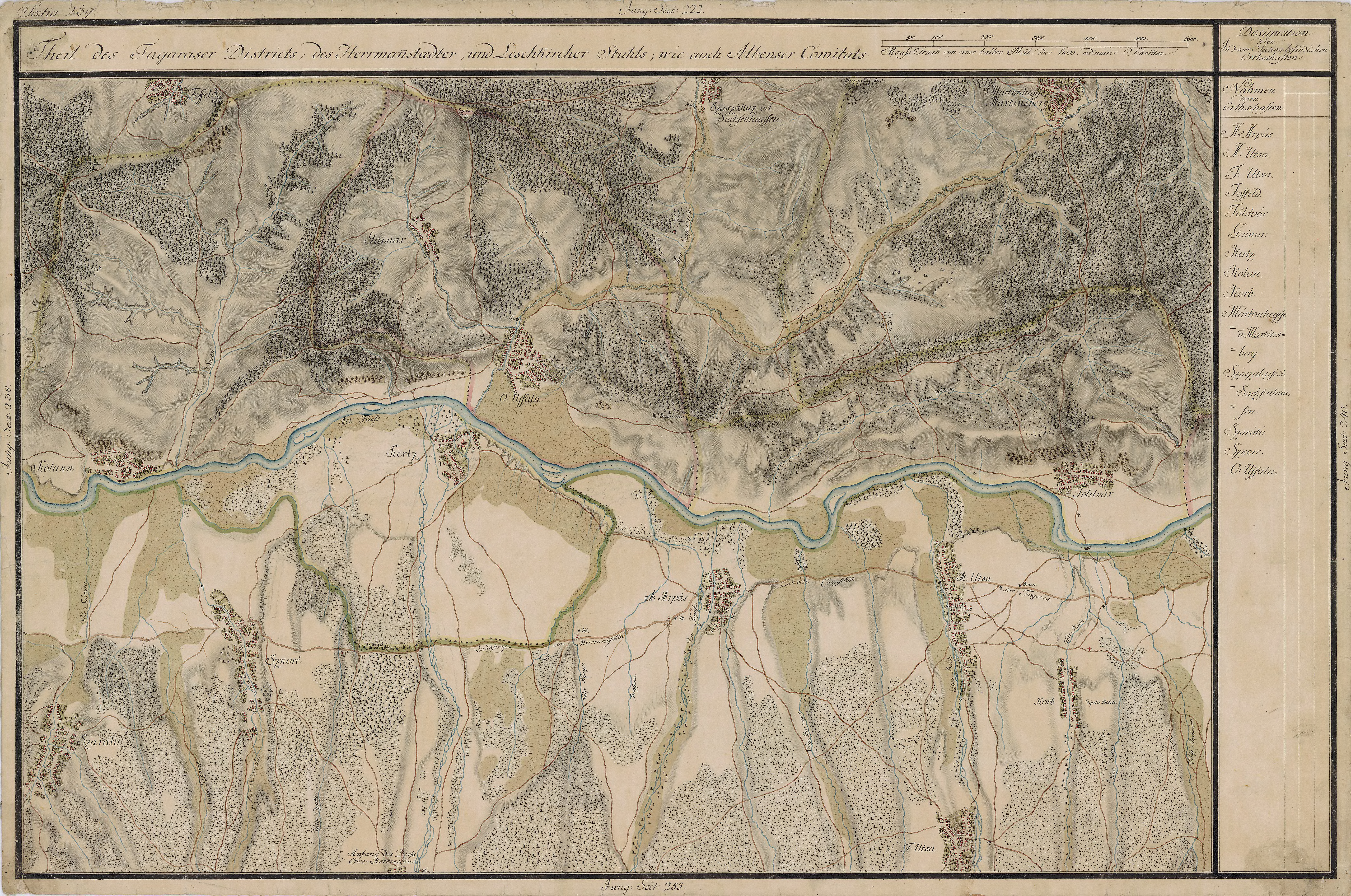
Corbi în Harta Iosefină a Transilvaniei, 1769-1773

### Fabrica de pâine
Chiar dacă au un sat foarte mic, corbenii au și o fabrică de pâine, care este mândria lor. Fabrica aparține familiei de profesori Demergean, Cornel și Mariana. Aceștia ne-au declarat că, acum mai bine de 10 ani, din cauza salariilor mizere din învățământ, s-au hotărât să-și deschidă o afacere. Acum ei dețin o adevărată bijuterie, fiind declarată cea mai modernă fabrică de pâine din zonă.
Noua clădire este dotată cu echipamente de ultimă generație, la standarde europene: buncăr de făină, malaxoare, cuptoare automatizate, mașini de feliat și mașini de ambalat. Familia Demergean a reușit să se extindă fără niciun fel de ajutor din partea statului, întregul echipament fiind achiziționat din fonduri proprii și împrumuturi bancare. Pâinea de la Corbi este cunoscută de făgărășeni și de locuitorii satelor din zonă. Fabrica face într-o zi peste 2.000 de pâini, dintre care, în sat se vând doar câte treizeci de pâini pe zi.

## Școala și biserica
Biserica din Corbi, cu hramul Sfântul Dumitru, este foarte frumoasă și a fost construită în jurul anului 1880. Locașul de cult are formă de navă și este împodobit în interior cu o pictură deosebită.
Școala, la început, se făcea în case particulare. Învățătorii erau preoții și cantorii. Școala din Corbi a fost înființată în anul 1830. Primul edificiu era format dintr-o sală de clasă și o locuință pentru învățător. Acum nu se mai fac cursuri școlare în sat. Elevii fac naveta la Ucea de Jos, localitate, centru de comună, situată la câțiva kilometri de Corbi.
Edificiul școlii a devenit astăzi cămin cultural, după spusele sătenilor. Tot aceștia spun că sunt foarte nemulțumiți de modul în care este întreținut căminul. Acoperișul acestuia este într-o stare proastă, iar apa din precipitații a început să se infiltreze în pereții clădirii.